# Joanna Jarkowska
Joanna Jadwiga Jarkowska, coniugata Walich (Poznań, 27 ottobre 1981), è un'ex cestista polacca.

## Carriera
Con la Polonia ha disputato i Campionati europei del 2009.